# La Bazana
La Bazana es una pedanía del municipio español de Jerez de los Caballeros, perteneciente a la provincia de Badajoz (comunidad autónoma de Extremadura).

## Situación
Localidad situada en el extremo sudoccidental de la comarca de Sierra Suroeste, sobre un terreno accidentado y agreste dominado por dehesas de tupidos encinares y junto a las aguas del río Ardila. Pertenece al Partido judicial de Jerez de los Caballeros.

## Historia
Este pueblo se fundó a mediados del siglo XX, como poblado de colonización dentro del Plan Badajoz, adjudicando el Instituto Nacional de Colonización a sus nuevos habitantes una parcela y una casa.

## Patrimonio
Iglesia parroquial católica bajo la advocación de Santiago el Mayor, en la Archidiócesis de Mérida-Badajoz.

## Tradiciones
Belén viviente representado por 300 vecinos de La Asociación Cultural "El Labrador" y organizado por la Organización Juvenil Española de Jerez de los Caballeros que viene apoyando cada año esta actividad, trabajando por su buen desarrollo y cantando villancicos con su coro de aguinaldo.